# (7402) 1987 YH
A (7402) 1987 YH a Naprendszer kisbolygóövében található aszteroida. Takuo Kojima fedezte fel 1987. december 25-én.